# Forson Amankwah
Forson Amankwah (Sogakope, 31 dicembre 2002) è un calciatore ghanese, attaccante del Norwich City.

## Carriera

### Club
Amankwah ha iniziato la sua carriera con il WAFA in Ghana. Nel febbraio 2021, è passato al Salisburgo in Bundesliga austriaca, dove ha giocato soprattutto con la squadra riserve del Liefering.
Il 27 giugno 2022 è stato ceduto in prestito per una stagione al Rheindorf Altach.

### Nazionale
Il 22 marzo 2024 esordisce in nazionale maggiore nell'amichevole persa 2-1 contro la Nigeria.

## Statistiche

### Presenze e reti nei club
Statistiche aggiornate al 23 settembre 2023.
| Stagione        | Squadra         | Campionato      | Campionato | Campionato | Coppe nazionali | Coppe nazionali | Coppe nazionali | Coppe continentali | Coppe continentali | Coppe continentali | Altre coppe | Altre coppe | Altre coppe | Totale | Totale |
| Stagione        | Squadra         | Comp            | Pres       | Reti       | Comp            | Pres            | Reti            | Comp               | Pres               | Reti               | Comp        | Pres        | Reti        | Pres   | Reti   |
| --------------- | --------------- | --------------- | ---------- | ---------- | --------------- | --------------- | --------------- | ------------------ | ------------------ | ------------------ | ----------- | ----------- | ----------- | ------ | ------ |
| 2019-2020       | WAFA            | PL              | 10         | 1          |                 | -               | -               |                    | -                  | -                  |             | -           | -           | 10     | 1      |
| 2020-gen. 2021  | WAFA            | PL              | 6          | 0          |                 | -               | -               |                    | -                  | -                  |             | -           | -           | 6      | 0      |
| gen.-giu. 2021  | Liefering       | 2L              | 10         | 3          |                 | -               | -               |                    | -                  | -                  |             | -           | -           | 10     | 3      |
| 2021-2022       | Liefering       | 2L              | 19         | 3          |                 | -               | -               |                    | -                  | -                  |             | -           | -           | 19     | 3      |
| 2021-2022       | Salisburgo      | BL              | 1          | 0          | CA              | 3               | 0               |                    | -                  | -                  |             | -           | -           | 4      | 0      |
| 2022-gen. 2023  | Altach          | BL              | 16         | 1          | CA              | 2               | 1               |                    | -                  | -                  |             | -           | -           | 18     | 2      |
| gen.-giu. 2023  | Salisburgo      | BL              | 12         | 0          | CA              | 0               | 0               | UEL                | 0                  | 0                  |             | -           | -           | 12     | 0      |
| 2023-2024       | Salisburgo      | BL              | 6          | 1          | CA              | 1               | 0               | UCL                | 0                  | 0                  |             | -           | -           | 7      | 1      |
| Totale carriera | Totale carriera | Totale carriera | 80         | 9          |                 | 6               | 1               |                    | 0                  | 0                  |             | -           | -           | 86     | 10     |

## Palmarès

### Club

#### Competizioni nazionali
- Campionato austriaco: 2

Salisburgo: 2021-2022, 2022-2023
- Coppa d'Austria: 1

Salisburgo: 2021-2022